# Scinax ictericus
A Scinax ictericus a kétéltűek (Amphibia) osztályának békák (Anura) rendjébe és a levelibéka-félék (Hylidae) családjába tartozó faj.

## Előfordulása
A faj Kolumbiában, Peruban, továbbá valószínűleg Bolíviában és Brazíliában él. Természetes élőhelye a szubtrópusi vagy trópusi nedves síkvidéki erdők, időszakos édesvizű tavak. A fajt élőhelyének elvesztése fenyegeti.